# ویون
ویون (انگلیسی: WION) یک کانال پخش اخبار چندملیتی هندی به زبان انگلیسی است که مقر اصلی آن در دهلی نو است. این متعلق به گروه ایسل است و بخشی از شبکه کانال‌های «ز مدیا» است. این کانال اخبار جهانی و امور جاری را پوشش می‌دهد.